# India az 1964. évi nyári olimpiai játékokon
India a japán Tokióban megrendezett 1964. évi nyári olimpiai játékok egyik részt vevő nemzete volt. Az országot az olimpián 8 sportágban 53 sportoló képviselte, akik összesen 1 érmet szereztek.

## Érmesek
| Érem  | Versenyző | Sportág   | Versenyszám |
| ----- | --- | --------- | ----------- |
| Arany | Nemzeti válogatott Haripal Kaushik Mohinder Lal Shankar Laxman Bandu Patil John Peter Ali Sayeed Csarandzsit Szingh Darshan Singh Dharam Singh Gurbux Singh Harbinder Singh Jagjit Singh Joginder Singh Prithipal Singh Udham Szingh | Gyeplabda | Férfi       |

## Atlétika
Férfi
| Versenyző                                                        | Versenyszám     | Előfutam | Előfutam | Előfutam | Negyeddöntő | Negyeddöntő | Negyeddöntő | Elődöntő | Elődöntő | Elődöntő | Döntő   | Döntő    |
| Versenyző                                                        | Versenyszám     | Idő      | Hely.    | Össz.    | Idő         | Hely.       | Össz.       | Idő      | Hely.    | Össz.    | Idő     | Helyezés |
| ---------------------------------------------------------------- | --------------- | -------- | -------- | -------- | ----------- | ----------- | ----------- | -------- | -------- | -------- | ------- | -------- |
| Kenneth Powell                                                   | 100 m           | 10,74    | 4.       | 35.*     | kiesett     | kiesett     | kiesett     | kiesett  | kiesett  | kiesett  | kiesett | kiesett  |
| Kenneth Powell                                                   | 200 m           | 22,2     | 7.       | 47.      | kiesett     | kiesett     | kiesett     | kiesett  | kiesett  | kiesett  | kiesett | kiesett  |
| Gurbachan Singh Randhawa                                         | 110 m gát       | 14,37    | 4.       | 10.      |             |             |             | 14,04    | 2.       | 3.       | 14,09   | 5.       |
| Amrit Pal                                                        | 400 m gát       | 53,3     | 7.       | 26.      |             |             |             | kiesett  | kiesett  | kiesett  | kiesett | kiesett  |
| Balkrishan Akotkar                                               | Maraton         |          |          |          |             |             |             |          |          |          | 2:29:27 | 33.      |
| Harbans Lal                                                      | Maraton         |          |          |          |             |             |             |          |          |          | 2:37:05 | 43.      |
| Anthony Coutinho Makhan Singh Kenneth Powell Rajasekaran Pichaya | 4 × 100 m váltó | 40,68    | 5.       | 14.      |             |             |             | 40,5     | 7.       | 14.      | kiesett | kiesett  |
| Makhan Singh Amrit Pal Ajmer Singh Milkha Singh                  | 4 × 400 m váltó | 3:08,8   | 4.       | 11.      |             |             |             |          |          |          | kiesett | kiesett  |

| Versenyző          | Versenyszám | Selejtező | Selejtező | Döntő    | Döntő    |
| Versenyző          | Versenyszám | Eredmény  | Helyezés  | Eredmény | Helyezés |
| ------------------ | ----------- | --------- | --------- | -------- | -------- |
| B. V. Satyanarayan | Távolugrás  | 676 cm    | 29.       | kiesett  | kiesett  |
| Labh Singh         | Hármasugrás | 14,95 m   | 26.       | kiesett  | kiesett  |

Női
| Versenyző       | Versenyszám | Előfutam | Előfutam | Előfutam | Elődöntő | Elődöntő | Elődöntő | Döntő   | Döntő    |
| Versenyző       | Versenyszám | Idő      | Hely.    | Össz.    | Idő      | Hely.    | Össz.    | Idő     | Helyezés |
| --------------- | ----------- | -------- | -------- | -------- | -------- | -------- | -------- | ------- | -------- |
| Stephie D'Souza | 400 m       | 58,0     | 6.       | 19.      | kiesett  | kiesett  | kiesett  | kiesett | kiesett  |

* - két másik versenyzővel azonos időt ért el

## Birkózás
Kötöttfogású
| Versenyző        | Versenyszám | 1. forduló                     | 2. forduló                           | 3. forduló                 | 4. forduló        | 5. forduló        | Döntő             | Helyezés    |
| Versenyző        | Versenyszám | Ellenfél Eredmény              | Ellenfél Eredmény                    | Ellenfél Eredmény          | Ellenfél Eredmény | Ellenfél Eredmény | Ellenfél Eredmény | Helyezés    |
| ---------------- | ----------- | ------------------------------ | ------------------------------------ | -------------------------- | ----------------- | ----------------- | ----------------- | ----------- |
| Malwa Singh      | 52 kg       | Angel Kerezov (BUL) · 2-2      | visszalépett                         | kiesett                    | kiesett           |                   | kiesett           | helyezetlen |
| Bishambar Singh  | 57 kg       | Moises López (MEX) · 1-3       | Vlagyimir Trosztyanszkij (URS) · 3-1 | Ünver Beşergil (TUR) · 3-1 | kiesett           | kiesett           | kiesett           | helyezetlen |
| Bandu Patil      | 63 kg       | Joseph Mewis (BEL) · kétvállas | Kazimierz Macioch (POL) · kizárták   | kiesett                    | kiesett           | kiesett           | kiesett           | helyezetlen |
| Ganpat Andhalkar | 87 kg       | Wayne Baughman (USA) · 3-1     | visszalépett                         | kiesett                    | kiesett           | kiesett           | kiesett           | helyezetlen |
| Maruti Mane      | 97 kg       | Kiss Ferenc (HUN) · kétvállas  | visszalépett                         | kiesett                    | kiesett           | kiesett           | kiesett           | helyezetlen |

Szabadfogású
| Versenyző        | Versenyszám | 1. forduló                        | 2. forduló                        | 3. forduló                      | 4. forduló                   | 5. forduló                | Döntő             | Helyezés    |
| Versenyző        | Versenyszám | Ellenfél Eredmény                 | Ellenfél Eredmény                 | Ellenfél Eredmény               | Ellenfél Eredmény            | Ellenfél Eredmény         | Ellenfél Eredmény | Helyezés    |
| ---------------- | ----------- | --------------------------------- | --------------------------------- | ------------------------------- | ---------------------------- | ------------------------- | ----------------- | ----------- |
| Malwa Singh      | 52 kg       | Paul Neff (EUA) · 1-3             | Ernest Fernando (CEY) · kizárták  | Gray Simons (USA) · 3-1         | Ali Aliyev (URS) · kétvállas | kiesett                   | kiesett           | helyezetlen |
| Bishambar Singh  | 57 kg       | Rubén Leibovich (ARG) · kétvállas | Bazaryn Sükhbaatar (MGL) · 1-3    | Moises López (MEX) · 1-3        | David Auble (USA) · 3-1      | Hüseyin Akbaş (TUR) · 3-1 | kiesett           | 6.          |
| Bandu Patil      | 63 kg       | Tauno Jaskari (FIN) · 2-2         | Bobby Douglas (USA) · kétvállas   | kiesett                         | kiesett                      | kiesett                   | kiesett           | helyezetlen |
| Udey Chand       | 70 kg       | Arto Savolainen (FIN) · 1-3       | Enyu Valcsev (BUL) · kétvállas    | Zarbeg Beriashvili (URS) · 3-1  | kiesett                      | kiesett                   | kiesett           | helyezetlen |
| Madho Singh      | 78 kg       | Julio Graffigna (ARG) · 1-3       | İsmail Oğan (TUR) · 3-1           | Leonard Allen (GBR) · 1-3       | Guram Szagaradze (URS) · 3-1 | kiesett                   | kiesett           | helyezetlen |
| Jit Singh        | 87 kg       | Rudolf Kobelt (SUI) · kétvállas   | Prodan Gardzsev (BUL) · kétvállas | kiesett                         | kiesett                      | kiesett                   | kiesett           | helyezetlen |
| Maruti Mane      | 97 kg       | Peter Jutzeler (SUI) · 3-1        | Heinz Kiehl (EUA) · 1-3           | Vigh Imre (HUN) · 3-1           | kiesett                      | kiesett                   | kiesett           | helyezetlen |
| Ganpat Andhalkar | +97 kg      | Denis McNamara (GBR) · 1-3        | Ştefan Stîngu (ROU) · kétvállas   | Bohumil Kubát (TCH) · kétvállas | kiesett                      |                           | kiesett           | helyezetlen |

## Gyeplabda
| Indiai férfi gyeplabdacsapat-játékoskeret                                                                                      | Indiai férfi gyeplabdacsapat-játékoskeret                                                                        |
| --- | --- |
| - Haripal Kaushik - Mohinder Lal - Shankar Laxman - Bandu Patil - John Peter - Ali Sayeed - Csarandzsit Szingh - Darshan Singh | - Dharam Singh - Gurbux Singh - Harbinder Singh - Jagjit Singh - Joginder Singh - Prithipal Singh - Udham Szingh |

### Eredmények
Csoportkör
B csoport
| Csapat                      | M | Gy | D | V | G+ | G– | Gk  | P  |
| --------------------------- | - | -- | - | - | -- | -- | --- | -- |
| India (IND)                 | 7 | 5  | 2 | 0 | 18 | 4  | +14 | 12 |
| Spanyolország (ESP)         | 7 | 4  | 3 | 0 | 16 | 3  | +13 | 11 |
| Hollandia (NED)             | 7 | 4  | 1 | 2 | 20 | 4  | +16 | 9  |
| Egyesült Német Csapat (EUA) | 7 | 2  | 5 | 0 | 9  | 4  | +5  | 9  |
| Malajzia (MAS)              | 7 | 2  | 2 | 3 | 11 | 13 | –2  | 6  |
| Belgium (BEL)               | 7 | 2  | 2 | 3 | 10 | 13 | –3  | 6  |
| Kanada (CAN)                | 7 | 1  | 0 | 6 | 5  | 25 | –20 | 2  |
| Hongkong (HKG)              | 7 | 0  | 1 | 6 | 3  | 26 | –23 | 1  |

| 1964. október 11. 14:15 | India (IND)             | 2 – 0   | Belgium (BEL) |  |
| 1964. október 11. 14:15 | Prithipal Singh Kaushik | (0 – 0) |               |  |

| 1964. október 12. 10:00 | India (IND)     | 1 – 1   | Egyesült Német Csapat (EUA) |  |
| 1964. október 12. 10:00 | Prithipal Singh | (0 – 1) | Freiberger                  |  |

| 1964. október 14. 11:40 | India (IND)  | 1 – 1   | Spanyolország (ESP) |  |
| 1964. október 14. 11:40 | Mohinder Lal | (0 – 0) | Dualde              |  |

| 1964. október 15. 14:15 | India (IND)                                         | 6 – 0   | Hongkong (HKG) |  |
| 1964. október 15. 14:15 | Prithipal Singh 2 Harbinder Singh 2 Darshan Singh 2 | (1 – 0) |                |  |

| 1964. október 17. 10:00 | India (IND)                       | 3 – 1   | Malajzia (MAS) |  |
| 1964. október 17. 10:00 | Prithipal Singh 2 Harbinder Singh | (1 – 0) | Van Huizen     |  |

| 1964. október 18. 11:40 | India (IND)                       | 3 – 0   | Kanada (CAN) |  |
| 1964. október 18. 11:40 | Harbinder Singh 2 Prithipal Singh | (1 – 0) |              |  |

| 1964. október 19. 14:15 | India (IND)                     | 2 – 1   | Hollandia (NED) |  |
| 1964. október 19. 14:15 | Prithipal Singh Harbinder Singh | (1 – 0) | Fiolet          |  |

Elődöntő
| 1964. október 21. 13:55 | India (IND)           | 3 – 1   | Ausztrália (AUS) |  |
| 1964. október 21. 13:55 | Prithipal Singh 2 Lal | (3 – 1) | Nilan            |  |

Döntő
| 1964. október 23. 14:20 | Pakisztán (PAK) | 0 – 1   | India (IND) |  |
| 1964. október 23. 14:20 |                 | (0 – 0) | Lal         |  |

| Csapat      | Helyezés |
| ----------- | -------- |
| India (IND) |          |

## Kerékpározás

### Országúti kerékpározás
| Versenyző                                                               | Versenyszám     | Idő           | Helyezés      |
| ----------------------------------------------------------------------- | --------------- | ------------- | ------------- |
| Amar Singh Billing Dalbir Singh Gill Chetan Singh Hari Amar Singh Sokhi | Csapat időfutam | nem ért célba | nem ért célba |

### Pálya-kerékpározás
Sprintverseny
| Versenyző          | Versenyszám  | 1. forduló                                              | 1. forduló | Vigaszág selejtező                                  | Vigaszág selejtező | Vigaszág döntő       | Vigaszág döntő | Nyolcaddöntő           | Nyolcaddöntő | Vigaszág selejtező     | Vigaszág selejtező | Vigaszág döntő       | Vigaszág döntő | Negyeddöntő          | Elődöntő             | Döntő                | Helyezés    |
| Versenyző          | Versenyszám  | Ellenfelek Győztes idő                                  | Hely.      | Ellenfelek Győztes idő                              | Hely.              | Ellenfél Győztes idő | Hely.          | Ellenfelek Győztes idő | Hely.        | Ellenfelek Győztes idő | Hely.              | Ellenfél Győztes idő | Hely.          | Ellenfél Győztes idő | Ellenfél Győztes idő | Ellenfél Győztes idő | Helyezés    |
| ------------------ | ------------ | ------------------------------------------------------- | ---------- | --------------------------------------------------- | ------------------ | -------------------- | -------------- | ---------------------- | ------------ | ---------------------- | ------------------ | -------------------- | -------------- | -------------------- | -------------------- | -------------------- | ----------- |
| Amar Singh Billing | Férfi egyéni | Patrick Sercu (BEL) · Oscar García (ARG) · 11,67        | 3.         | Zbysław Zając (POL) · Nguyễn Văn Châu (VIE) · 12,31 | 3.                 | kiesett              | kiesett        | kiesett                | kiesett      | kiesett                | kiesett            | kiesett              | kiesett        | kiesett              | kiesett              | kiesett              | helyezetlen |
| Suchha Singh       | Férfi egyéni | Sergio Bianchetto (ITA) · Muhammad Hafeez (PAK) · 11,58 | 3.         | Arie de Graaf (NED) · 12,21                         | 2.                 | kiesett              | kiesett        | kiesett                | kiesett      | kiesett                | kiesett            | kiesett              | kiesett        | kiesett              | kiesett              | kiesett              | helyezetlen |

Időfutam
| Versenyző         | Versenyszám  | Idő     | Helyezés |
| ----------------- | ------------ | ------- | -------- |
| Dalbir Singh Gill | Férfi egyéni | 1:21,62 | 26.      |

Üldözőversenyek
| Versenyző                                                               | Versenyszám  | Selejtező                                                                                 | Selejtező  | Selejtező  | Negyeddöntő  | Negyeddöntő | Negyeddöntő | Elődöntő     | Elődöntő  | Elődöntő | Döntő        | Döntő     | Helyezés    |
| Versenyző                                                               | Versenyszám  | Ellenfél Idő                                                                              | Saját idő  | Hely.      | Ellenfél Idő | Saját idő   | Hely.       | Ellenfél Idő | Saját idő | Hely.    | Ellenfél Idő | Saját idő | Helyezés    |
| ----------------------------------------------------------------------- | ------------ | ----------------------------------------------------------------------------------------- | ---------- | ---------- | ------------ | ----------- | ----------- | ------------ | --------- | -------- | ------------ | --------- | ----------- |
| Amar Singh Sokhi                                                        | Férfi egyéni | Tjow Choon Boon (MAS) · lekörözték                                                        | 5:56,98    | 1.         | kiesett      | kiesett     | kiesett     | kiesett      | kiesett   | kiesett  | kiesett      | kiesett   | helyezetlen |
| Amar Singh Billing Dalbir Singh Gill Chetan Singh Hari Amar Singh Sokhi | Férfi csapat | Japán (JPN) · Itó Fidzsio · Jamafudzsi Hiromi · Takahasi Kószaku · Hotogi Norio · 4:55,04 | lekörözték | lekörözték | kiesett      | kiesett     | kiesett     | kiesett      | kiesett   | kiesett  | kiesett      | kiesett   | helyezetlen |

## Műugrás
Férfi
| Versenyző     | Versenyszám        | Selejtező | Selejtező | Döntő   | Döntő    |
| Versenyző     | Versenyszám        | Pont      | Helyezés  | Pont    | Helyezés |
| ------------- | ------------------ | --------- | --------- | ------- | -------- |
| Ansuya Prasad | Egyéni műugrás     | 69,04     | 25.       | kiesett | kiesett  |
| Sohan Singh   | Egyéni toronyugrás | 74,18     | 30.       | kiesett | kiesett  |

## Sportlövészet
Férfi
| Versenyző   | Versenyszám | Pont | Helyezés |
| ----------- | ----------- | ---- | -------- |
| Devi Singh  | Trap        | 168  | 49.      |
| Karni Singh | Trap        | 186  | 26.      |

## Súlyemelés
| Versenyző       | Versenyszám | Nyomás   | Nyomás   | Szakítás | Szakítás | Lökés    | Lökés    | Összesen | Helyezés |
| Versenyző       | Versenyszám | Eredmény | Helyezés | Eredmény | Helyezés | Eredmény | Helyezés | Összesen | Helyezés |
| --------------- | ----------- | -------- | -------- | -------- | -------- | -------- | -------- | -------- | -------- |
| Mohon Lal Ghosh | 56 kg       | 87,5     | 19.      | 95,0     | 12.      | 130,0    | 8.       | 312,5    | 14.      |
| Laxmi Kanta Das | 60 kg       | 100,0    | 14.      | 100,0    | 11.      | 132,5    | 9.       | 332,5    | 13.      |

## Torna
Férfi
| Versenyző                                                                     | Versenyszám      | Selejtező | Selejtező | Döntő    | Döntő    |
| Versenyző                                                                     | Versenyszám      | Pontszám  | Helyezés  | Pontszám | Helyezés |
| ----------------------------------------------------------------------------- | ---------------- | --------- | --------- | -------- | -------- |
| Bandu Bhosle                                                                  | Talaj            | 17,15     | 108.      | kiesett  | kiesett  |
| Bandu Bhosle                                                                  | Ugrás            | 16,65     | 126.      | kiesett  | kiesett  |
| Bandu Bhosle                                                                  | Korlát           | 14,90     | 122.      | kiesett  | kiesett  |
| Bandu Bhosle                                                                  | Nyújtó           | 12,15     | 123.      | kiesett  | kiesett  |
| Bandu Bhosle                                                                  | Gyűrű            | 13,00     | 125.      | kiesett  | kiesett  |
| Bandu Bhosle                                                                  | Lólengés         | 13,90     | 118.      | kiesett  | kiesett  |
| Bandu Bhosle                                                                  | Egyéni összetett |           |           | 87,75    | 122.     |
| Vithal Karande                                                                | Talaj            | 16,45     | 116.      | kiesett  | kiesett  |
| Vithal Karande                                                                | Ugrás            | 17,20     | 124.      | kiesett  | kiesett  |
| Vithal Karande                                                                | Korlát           | 13,10     | 125.      | kiesett  | kiesett  |
| Vithal Karande                                                                | Nyújtó           | 13,20     | 121.      | kiesett  | kiesett  |
| Vithal Karande                                                                | Gyűrű            | 13,95     | 122.      | kiesett  | kiesett  |
| Vithal Karande                                                                | Lólengés         | 12,30     | 122.      | kiesett  | kiesett  |
| Vithal Karande                                                                | Egyéni összetett |           |           | 86,20    | 123.     |
| Darshan Mondal                                                                | Talaj            | 7,90      | 129.      | kiesett  | kiesett  |
| Darshan Mondal                                                                | Ugrás            | 17,90     | 114.      | kiesett  | kiesett  |
| Darshan Mondal                                                                | Korlát           | 7,80      | 128.      | kiesett  | kiesett  |
| Darshan Mondal                                                                | Nyújtó           | 7,15      | 126.      | kiesett  | kiesett  |
| Darshan Mondal                                                                | Gyűrű            | 6,65      | 128.      | kiesett  | kiesett  |
| Darshan Mondal                                                                | Lólengés         | 7,30      | 127.      | kiesett  | kiesett  |
| Darshan Mondal                                                                | Egyéni összetett |           |           | 54,70    | 128.     |
| Jagmal More                                                                   | Talaj            | 14,85     | 124.      | kiesett  | kiesett  |
| Jagmal More                                                                   | Ugrás            | 17,15     | 125.      | kiesett  | kiesett  |
| Jagmal More                                                                   | Korlát           | 13,05     | 126.      | kiesett  | kiesett  |
| Jagmal More                                                                   | Nyújtó           | 6,25      | 127.      | kiesett  | kiesett  |
| Jagmal More                                                                   | Gyűrű            | 13,70     | 123.      | kiesett  | kiesett  |
| Jagmal More                                                                   | Lólengés         | 12,80     | 121.      | kiesett  | kiesett  |
| Jagmal More                                                                   | Egyéni összetett |           |           | 77,80    | 125.     |
| Anant Ram                                                                     | Talaj            | 15,75     | 120.      | kiesett  | kiesett  |
| Anant Ram                                                                     | Ugrás            | 0,0       | 130.      | kiesett  | kiesett  |
| Anant Ram                                                                     | Korlát           | 13,40     | 124.      | kiesett  | kiesett  |
| Anant Ram                                                                     | Nyújtó           | 10,55     | 124.      | kiesett  | kiesett  |
| Anant Ram                                                                     | Gyűrű            | 12,15     | 126.      | kiesett  | kiesett  |
| Anant Ram                                                                     | Lólengés         | 14,65     | 115.      | kiesett  | kiesett  |
| Anant Ram                                                                     | Egyéni összetett |           |           | 66,50    | 126.     |
| Trilok Singh                                                                  | Talaj            | 16,30     | 117.      | kiesett  | kiesett  |
| Trilok Singh                                                                  | Ugrás            | 17,80     | 119.      | kiesett  | kiesett  |
| Trilok Singh                                                                  | Korlát           | 14,15     | 123.      | kiesett  | kiesett  |
| Trilok Singh                                                                  | Nyújtó           | 6,00      | 128.      | kiesett  | kiesett  |
| Trilok Singh                                                                  | Gyűrű            | 13,50     | 124.      | kiesett  | kiesett  |
| Trilok Singh                                                                  | Lólengés         | 11,85     | 123.      | kiesett  | kiesett  |
| Trilok Singh                                                                  | Egyéni összetett |           |           | 79,60    | 124.     |
| Bandu Bhosle Vithal Karande Darshan Mondal Jagmal More Anant Ram Trilok Singh | Csapat összetett |           |           | 428,35   | 18.      |